# Lijst van voetbalinterlands Chili - Uruguay
Deze lijst van voetbalinterlands is een overzicht van alle officiële voetbalwedstrijden tussen de nationale teams van Chili en Uruguay. De Zuid-Amerikaanse landen speelden tot op heden 86 keer tegen elkaar. De eerste ontmoeting, een vriendschappelijke wedstrijd, werd gespeeld in Buenos Aires (Argentinië) op 7 juni 1910. Het laatste duel, een kwalificatiewedstrijd voor het Wereldkampioenschap voetbal 2026, werd gespeeld op 8 september 2023 in Montevideo.

## Wedstrijden
| №  | Plaats         | Datum             | Competitie           | Wedstrijd       | Uitslag |
| -- | -------------- | ----------------- | -------------------- | --------------- | ------- |
| 1  | Buenos Aires   | 7 juni 1910       | Vriendschappelijk    | Chili – Uruguay | 0 – 3   |
| 2  | Buenos Aires   | 2 juli 1916       | Copa América 1916    | Chili – Uruguay | 0 – 4   |
| 3  | Montevideo     | 14 juli 1916      | Vriendschappelijk    | Uruguay – Chili | 4 – 1   |
| 4  | Montevideo     | 30 september 1917 | Copa América 1917    | Uruguay – Chili | 4 – 0   |
| 5  | Rio de Janeiro | 17 mei 1919       | Copa América 1919    | Chili – Uruguay | 0 – 2   |
| 6  | Viña del Mar   | 26 september 1920 | Copa América 1920    | Chili – Uruguay | 1 – 2   |
| 7  | Rio de Janeiro | 23 september 1922 | Copa América 1922    | Uruguay – Chili | 2 – 0   |
| 8  | Montevideo     | 25 november 1923  | Vriendschappelijk    | Uruguay − Chili | 2 − 1   |
| 9  | Santiago       | 12 oktober 1924   | Vriendschappelijk    | Chili – Uruguay | 0 – 1   |
| 10 | Montevideo     | 19 oktober 1924   | Copa América 1924    | Uruguay – Chili | 5 – 0   |
| 11 | Santiago       | 17 oktober 1926   | Copa América 1926    | Chili – Uruguay | 1 – 3   |
| 12 | Santiago       | 10 december 1927  | Vriendschappelijk    | Chili – Uruguay | 2 – 3   |
| 13 | Lima           | 18 januari 1935   | Copa América 1935    | Uruguay – Chili | 2 – 1   |
| 14 | Buenos Aires   | 10 januari 1937   | Copa América 1937    | Uruguay – Chili | 0 – 3   |
| 15 | Lima           | 29 januari 1939   | Copa América 1939    | Uruguay – Chili | 3 – 2   |
| 16 | Montevideo     | 12 maart 1940     | Vriendschappelijk    | Uruguay – Chili | 3 – 2   |
| 17 | Santiago       | 16 februari 1941  | Copa América 1941    | Chili – Uruguay | 0 – 2   |
| 18 | Montevideo     | 10 januari 1942   | Copa América 1942    | Uruguay – Chili | 6 – 1   |
| 19 | Santiago       | 18 februari 1945  | Copa América 1945    | Chili – Uruguay | 1 – 0   |
| 20 | Buenos Aires   | 16 januari 1946   | Copa América 1946    | Uruguay – Chili | 1 – 0   |
| 21 | Guayaquil      | 6 december 1947   | Copa América 1947    | Uruguay – Chili | 6 – 0   |
| 22 | Rio de Janeiro | 8 mei 1949        | Copa América 1949    | Uruguay – Chili | 1 – 3   |
| 23 | Santiago       | 7 april 1950      | Vriendschappelijk    | Chili – Uruguay | 1 – 5   |
| 24 | Santiago       | 9 april 1950      | Vriendschappelijk    | Chili – Uruguay | 2 – 1   |
| 25 | Santiago       | 13 april 1952     | Vriendschappelijk    | Chili – Uruguay | 2 – 0   |
| 26 | Lima           | 1 maart 1953      | Copa América 1953    | Uruguay – Chili | 2 – 3   |
| 27 | Santiago       | 13 maart 1955     | Copa América 1955    | Chili – Uruguay | 2 – 2   |
| 28 | Montevideo     | 6 februari 1956   | Copa América 1956    | Uruguay – Chili | 2 – 1   |
| 29 | Lima           | 1 april 1957      | Copa América 1957    | Uruguay – Chili | 2 – 0   |
| 30 | Buenos Aires   | 2 april 1959      | Copa América 1959    | Uruguay – Chili | 0 – 1   |
| 31 | Santiago       | 1 juni 1960       | Vriendschappelijk    | Chili – Uruguay | 2 – 3   |
| 32 | Montevideo     | 5 juni 1960       | Vriendschappelijk    | Uruguay – Chili | 2 – 2   |
| 33 | Santiago       | 12 oktober 1961   | Vriendschappelijk    | Chili – Uruguay | 2 – 3   |
| 34 | Montevideo     | 23 maart 1963     | Vriendschappelijk    | Uruguay – Chili | 3 – 2   |
| 35 | Santiago       | 24 juli 1963      | Vriendschappelijk    | Chili – Uruguay | 0 – 0   |
| 36 | Santiago       | 9 mei 1965        | Vriendschappelijk    | Chili – Uruguay | 0 – 0   |
| 37 | Montevideo     | 16 mei 1965       | Vriendschappelijk    | Uruguay – Chili | 1 – 1   |
| 38 | Montevideo     | 26 januari 1967   | Copa América 1967    | Uruguay – Chili | 2 – 2   |
| 39 | Santiago       | 13 juli 1969      | WK 1970 kwalificatie | Chili – Uruguay | 0 – 0   |
| 40 | Montevideo     | 10 augustus 1969  | WK 1970 kwalificatie | Uruguay – Chili | 2 – 0   |
| 41 | Montevideo     | 27 oktober 1971   | Vriendschappelijk    | Uruguay – Chili | 3 – 0   |
| 42 | Santiago       | 3 november 1971   | Vriendschappelijk    | Chili – Uruguay | 5 – 0   |
| 43 | Montevideo     | 4 juni 1975       | Vriendschappelijk    | Uruguay – Chili | 1 – 0   |
| 44 | Santiago       | 25 juni 1975      | Vriendschappelijk    | Chili – Uruguay | 1 – 3   |
| 45 | Santiago       | 6 oktober 1976    | Vriendschappelijk    | Chili – Uruguay | 0 – 0   |
| 46 | Montevideo     | 30 januari 1977   | Vriendschappelijk    | Uruguay – Chili | 3 – 0   |
| 47 | Santiago       | 11 juli 1979      | Vriendschappelijk    | Chili – Uruguay | 1 – 0   |
| 48 | Montevideo     | 18 juli 1979      | Vriendschappelijk    | Uruguay – Chili | 2 – 1   |
| 49 | Montevideo     | 21 augustus 1980  | Vriendschappelijk    | Uruguay – Chili | 0 – 0   |
| 50 | Santiago       | 29 april 1981     | Vriendschappelijk    | Chili – Uruguay | 1 – 2   |
| 51 | Montevideo     | 15 juli 1981      | Vriendschappelijk    | Uruguay – Chili | 0 – 0   |
| 52 | Montevideo     | 1 september 1983  | Copa América 1983    | Uruguay – Chili | 2 – 1   |
| 53 | Santiago       | 11 september 1983 | Copa América 1983    | Chili – Uruguay | 2 – 0   |
| 54 | Santiago       | 24 maart 1985     | WK 1986 kwalificatie | Chili – Uruguay | 2 – 0   |
| 55 | Montevideo     | 7 april 1985      | WK 1986 kwalificatie | Uruguay – Chili | 2 – 1   |
| 56 | Santiago       | 17 oktober 1985   | Vriendschappelijk    | Chili – Uruguay | 1 – 0   |
| 57 | Buenos Aires   | 12 juli 1987      | Copa América 1987    | Uruguay – Chili | 1 – 0   |
| 58 | Santiago       | 1 november 1988   | Vriendschappelijk    | Chili – Uruguay | 1 – 1   |
| 59 | Montevideo     | 9 november 1988   | Vriendschappelijk    | Uruguay – Chili | 3 – 1   |
| 60 | Montevideo     | 19 juni 1989      | Vriendschappelijk    | Uruguay – Chili | 2 – 2   |
| 61 | Goiânia        | 6 juli 1989       | Copa América 1989    | Uruguay – Chili | 3 – 0   |
| 62 | Santiago       | 30 mei 1991       | Vriendschappelijk    | Chili – Uruguay | 2 – 1   |
| 63 | Montevideo     | 26 juni 1991      | Vriendschappelijk    | Uruguay – Chili | 2 – 1   |
| 64 | Santiago       | 12 november 1996  | WK 1998 kwalificatie | Chili – Uruguay | 1 – 0   |
| 65 | Montevideo     | 20 augustus 1997  | WK 1998 kwalificatie | Uruguay – Chili | 1 – 0   |
| 66 | Santiago       | 24 mei 1998       | Vriendschappelijk    | Chili – Uruguay | 2 – 2   |
| 67 | Asunción       | 13 juli 1999      | Copa América 1999    | Uruguay – Chili | 1 – 1   |
| 68 | Montevideo     | 4 juni 2000       | WK 2002 kwalificatie | Uruguay – Chili | 2 – 1   |
| 69 | Santiago       | 24 april 2001     | WK 2002 kwalificatie | Chili – Uruguay | 0 – 1   |
| 70 | Montevideo     | 15 november 2003  | WK 2006 kwalificatie | Uruguay – Chili | 2 – 1   |
| 71 | Santiago       | 26 maart 2005     | WK 2006 kwalificatie | Chili – Uruguay | 1 – 1   |
| 72 | Montevideo     | 18 november 2007  | WK 2010 kwalificatie | Uruguay – Chili | 2 – 2   |
| 73 | Santiago       | 1 april 2009      | WK 2010 kwalificatie | Chili – Uruguay | 0 – 0   |
| 74 | Santiago       | 17 november 2010  | Vriendschappelijk    | Chili – Uruguay | 2 – 0   |
| 75 | Mendoza        | 8 juli 2011       | Copa América 2011    | Uruguay – Chili | 1 – 1   |
| 76 | Montevideo     | 11 november 2011  | WK 2014 kwalificatie | Uruguay – Chili | 4 – 0   |
| 77 | Santiago       | 26 maart 2013     | WK 2014 kwalificatie | Chili − Uruguay | 2 − 0   |
| 78 | Santiago       | 18 november 2014  | Vriendschappelijk    | Chili – Uruguay | 1 – 2   |
| 79 | Santiago       | 24 juni 2015      | Copa América 2015    | Chili – Uruguay | 1 – 0   |
| 80 | Montevideo     | 17 november 2015  | WK 2018 kwalificatie | Uruguay − Chili | 3 − 0   |
| 81 | Santiago       | 15 november 2016  | WK 2018 kwalificatie | Chili − Uruguay | 3 − 1   |
| 82 | Rio de Janeiro | 24 juni 2019      | Copa América 2019    | Chili – Uruguay | 0 – 1   |
| 83 | Montevideo     | 8 oktober 2020    | WK 2022 kwalificatie | Uruguay − Chili | 2 − 1   |
| 84 | Cuiabá         | 21 juni 2021      | Copa América 2021    | Uruguay − Chili | 1 − 1   |
| 85 | Las Condes     | 29 maart 2022     | WK 2022 kwalificatie | Chili − Uruguay | 0 − 2   |
| 86 | Montevideo     | 8 september 2023  | WK 2026 kwalificatie | Uruguay − Chili | 3 − 1   |
| 87 | Santiago       | 9 september 2025  | WK 2026 kwalificatie | Chili − Uruguay |         |

## Samenvatting
| Competitie        | Totaal gespeeld | Winst Chili | Gelijk | Winst Uruguay | Doelsaldo Chili – Uruguay |
| ----------------- | --------------- | ----------- | ------ | ------------- | ------------------------- |
| WK-kwalificatie   | 19              | 4           | 4      | 11            | 16 − 28                   |
| Copa América      | 31              | 7           | 5      | 19            | 29 − 63                   |
| Vriendschappelijk | 36              | 7           | 10     | 19            | 42 − 61                   |
| Totaal            | 86              | 18          | 19     | 49            | 87 − 152                  |

Wedstrijden bepaald door strafschoppen worden, in lijn met de FIFA, als een gelijkspel gerekend.

## Details

### Eerste ontmoeting
| Copa Centenario Revolución de Mayo 1910 (Buenos Aires, Argentinië, 29 mei 1910): |       |                                                    |
| Chili                                                                            | 0 – 3 | Uruguay                                            |
|                                                                                  | goals | 5' José Piendibene 75' José Brachi 85' Robert Buck |

### Tweede ontmoeting
| Copa América 1916 (Buenos Aires, Argentinië, 2 juli 1916): |       |                                                                                   |
| Chili                                                      | 0 – 4 | Uruguay                                                                           |
|                                                            | goals | 44' José Piendibene 55' Isabelino Gradín 70' Isabelino Gradín 75' José Piendibene |

### Derde ontmoeting
| Copa América 1916 (Montevideo, Uruguay, 14 juli 1916):               |       |                    |
| Uruguay                                                              | 4 – 1 | Chili              |
| Carlos Scarone 14' Carlos Scarone 26' José Pérez 47' Abdón Porte 62' | goals | 61' Alfredo France |

### Vierde ontmoeting
| Copa América 1917 (Montevideo, Uruguay, 30 september 1917):             |       |       |
| Uruguay                                                                 | 4 – 0 | Chili |
| Carlos Scarone 20' Ángel Romano 44' Carlos Scarone 62' Ángel Romano 75' | goals |       |

### Vijfde ontmoeting
| Copa América 1919 (Rio de Janeiro, Brazilië, 17 mei 1919): |       |                                   |
| Chili                                                      | 0 – 2 | Uruguay                           |
|                                                            | goals | 31' Carlos Scarone 43' José Pérez |

### 49ste ontmoeting
| Vriendschappelijk (Montevideo, Uruguay, 21 augustus 1980): |       |       |
| Uruguay                                                    | 0 – 0 | Chili |
|                                                            | goals |       |

### 50ste ontmoeting
| Vriendschappelijk (Santiago, Chili, 29 april 1981): |       |                                                 |
| Chili                                               | 1 – 2 | Uruguay                                         |
| Manuel Rojas 57'                                    | goals | 67' (pen.) Julio César Núñez 73' Nelson Agresta |

### 51ste ontmoeting
| Vriendschappelijk (Montevideo, Uruguay, 15 juli 1981): |       |       |
| Uruguay                                                | 0 – 0 | Chili |
|                                                        | goals |       |

### 52ste ontmoeting
| Copa América 1983 (Montevideo, Uruguay, 1 september 1983): |              |                          |
| Uruguay                                                    | 2 – 1        | Chili                    |
| Eduardo Acevedo 45' Fernando Morena 63'                    | goals        | 76' Juan Carlos Orellana |
| Nelson Gutiérrez 77'                                       | rode kaarten | 77' Juan Rojas           |

### 53ste ontmoeting
| Copa América 1983 (Santiago, Chili, 11 september 1983): |       |         |
| Chili                                                   | 2 – 0 | Uruguay |
| Rodolfo Dubó 9' Juan Carlos Letelier 80'                | goals |         |

### 54ste ontmoeting
| WK 1986 kwalificatie (Santiago, Chili, 24 maart 1985): |       |         |
| Chili                                                  | 2 – 0 | Uruguay |
| Hugo Rubio 28' Jorge Aravena 53'                       | goals |         |

### 55ste ontmoeting
| WK 1986 kwalificatie (Montevideo, Uruguay, 7 april 1985):           |       |                          |
| Uruguay                                                             | 2 – 1 | Chili                    |
| José Batista 8' Venancio Ramos 57'                                  | goals | 28' (pen.) Jorge Aravena |
| - Derde en laatste interland van verdediger Hugo Tabilo voor Chili. |       |                          |

### 56ste ontmoeting
| Vriendschappelijk (Santiago, Chili, 17 oktober 1985):                                  |       |         |
| Chili                                                                                  | 1 – 0 | Uruguay |
| Miguel Ángel Neira ??' (pen.)                                                          | goals |         |
| - Debuut van Leonel Contreras voor Chili. - Debuut van Santiago Ostolaza voor Uruguay. |       |         |

### 57ste ontmoeting
| Copa América 1987 (Buenos Aires, Argentinië, 12 juli 1987):  |              |                                       |
| Uruguay                                                      | 1 – 0        | Chili                                 |
| Pablo Bengoechea 56'                                         | goals        |                                       |
| Enzo Francescoli 27' José Perdomo 88'                        | rode kaarten | 14' Hernán Gómez 88' Fernando Astengo |
| - 22ste en laatste interland van Luis Hormazábal voor Chili. |              |                                       |

### 58ste ontmoeting
| Vriendschappelijk (Santiago, Chili, 1 november 1988): |              |                    |
| Chili                                                 | 1 – 1        | Uruguay            |
| Rubén Espinoza 89' (pen.)                             | goals        | 86' Daniel Vidal   |
|                                                       | rode kaarten | 90' Gabriel Correa |

### 59ste ontmoeting
| Vriendschappelijk (Montevideo, Uruguay, 9 november 1988):      |       |                    |
| Uruguay                                                        | 3 – 1 | Chili              |
| Rubén da Silva 71' (pen.) Enrique Báez 79' Sergio Martínez 87' | goals | 89' Rubén Espinoza |
| - Debuut van doelman Óscar Ferro voor Uruguay.                 |       |                    |

### 60ste ontmoeting
| Vriendschappelijk (Montevideo, Uruguay, 19 juni 1989):   |       |                                     |
| Uruguay                                                  | 2 – 2 | Chili                               |
| Gabriel Correa 55' Gabriel Correa 73'                    | goals | 34' Hugo González 66' Jaime Pizarro |
| - Roberto Rojas (Chili) mist strafschop in 31ste minuut. |       |                                     |

### 61ste ontmoeting
| Copa América 1989 (Goiânia, Brazilië, 6 juli 1989):       |              |                          |
| Uruguay                                                   | 3 – 0        | Chili                    |
| Rubén Sosa 44' Antonio Alzamendi 73' Enzo Francescoli 78' | goals        |                          |
|                                                           | rode kaarten | 28' Juan Carlos Letelier |

### 62ste ontmoeting
| Vriendschappelijk (Santiago, Chili, 30 mei 1991): |              | |
| Chili | 2 – 1        | Uruguay |
| Marcelo Vega 63' Aníbal González 80' | goals        | 89' (e.d.) Luis Abarca |
| Arturo Salah | bondscoach   | Pedro Cubilla |
| Patricio Toledo Andrés Romero Ronald Fuentes Luis Abarca Marcelo Miranda Fernando Cornejo 80' Fabián Estay Leonel Contreras Hernán Gómez Luis Guarda 61' Marcelo Vega | opstellingen | Fernando Alvez Leonardo Ramos Daniel Revelez Eber Moas 46' Paolo Montero César Silvera Rubén Perreira Héctor Morán 66' Edgar Borges 64' Gustavo Ferreyra Víctor López |
| Aníbal González 61' Juan Rivera 80' | wissels      | 46' Ruben dos Santos 64' William Gutiérrez 66' Venancio Ramos |
| | rode kaarten | 84' Cecilio de los Santos 85' Rubén Perreira |
| - Vierde en laatste duel van Uruguay onder leiding van bondscoach Pedro Cubilla. - Laatste interland van Venancio Ramos (41ste) voor Uruguay.                         |              | |

### 63ste ontmoeting
| Vriendschappelijk (Montevideo, Uruguay, 26 juni 1991): |              | |
| Uruguay | 2 – 1        | Chili |
| Henry López Báez 11' Peter Méndez 64' (pen.) | goals        | 15' Hugo Rubio |
| Luis Cubilla | bondscoach   | Arturo Salah |
| Fernando Alvez Guillermo Sanguinetti Daniel Sánchez Eber Moas Ruben dos Santos Héctor Morán Rubén Pereira 46' Marcelo Fracchia Henry López Báez 46' Peter Méndez Víctor López 80' | opstellingen | Patricio Toledo Lizardo Garrido 78' Andrés Romero Jaime Ramírez Hernán Gómez Ruben Espinoza Eduardo Vilches Jaime Pizarro 71' Leonel Contreras Hugo Rubio 46' Ivo Basay |
| Alvaro Gutiérrez 46' Edgar Borges 46' Gabriel Cedrés 80' | wissels      | 46' Iván Zamorano 71' Fabián Estay 78' Aníbal González |
| - Debuut van Marcelo Fracchia (Central Español) voor Uruguay. |              | |

### 64ste ontmoeting
| WK 1998 kwalificatie (Santiago, Chili, 12 november 1996):                      |       |         |
| Chili                                                                          | 1 – 0 | Uruguay |
| Marcelo Salas 58'                                                              | goals |         |
| - 25ste en laatste duel van Uruguay onder leiding van bondscoach Héctor Núñez. |       |         |

### 66ste ontmoeting
| Vriendschappelijk (Santiago, Chili, 24 mei 1998):                                                         |       |                                                 |
| Chili | 2 – 2 | Uruguay                                         |
| Iván Zamorano 9' Marcelo Salas 26'                                                                        | goals | 63' (pen.) Nicolás Olivera 85' Marcelo Zalayeta |
| - Debuut van doelman Gustavo Munúa (Club Nacional) en verdediger Mario Gastán (Defensor SC) voor Uruguay. |       |                                                 |

### 67ste ontmoeting
| Copa América 1999 (Asunción, Paraguay, 13 juli 1999): |       |                       |
| Chili                                                 | 0 – 1 | Uruguay               |
|                                                       | goals | 12' (e.d.) Italo Díaz |

### 71ste ontmoeting
| WK 2006 kwalificatie (Santiago, Chili, 26 maart 2005): |       |                   |
| Chili                                                  | 1 – 1 | Uruguay           |
| Milovan Mirošević 47'                                  | goals | 4' Mario Regueiro |

### 73ste ontmoeting
| WK 2010 kwalificatie (Santiago, Chili, 1 april 2009): |       |         |
| Chili                                                 | 0 – 0 | Uruguay |
|                                                       | goals |         |

### 75ste ontmoeting
| Copa América 2011 (Mendoza, Argentinië, 8 juli 2011): |       |                    |
| Uruguay                                               | 1 – 1 | Chili              |
| Álvaro Pereira 53'                                    | goals | 64' Alexis Sánchez |

### 76ste ontmoeting
| WK 2014 kwalificatie (Montevideo, Uruguay, 11 november 2011):                       |       |       |
| Uruguay                                                                             | 4 – 0 | Chili |
| Luis Suárez 42' Luis Suárez 45' Luis Suárez 67' Luis Suárez 74'                     | goals |       |
| - Laatste internationale wedstrijd van scheidsrechter Héctor Baldassi (Argentinië). |       |       |

### 77ste ontmoeting
| WK 2014 kwalificatie (Santiago, Chili, 26 maart 2013): |       |         |
| Chili                                                  | 2 – 0 | Uruguay |
| Esteban Paredes 11' Eduardo Vargas 78'                 | goals |         |

### 78ste ontmoeting
| Vriendschappelijk (Santiago, Chili, 18 november 2014): |              | |
| Chili | 1 – 2        | Uruguay |
| Alexis Sánchez 27' | goals        | 45' Diego Rolán 81' Álvaro González |
| Jorge Sampaoli | bondscoach   | Oscar Tabárez |
| Claudio Bravo Eugenio Mena 87' Gonzalo Jara Mauricio Isla Arturo Vidal Gary Medel Marcelo Díaz 87' Charles Aránguiz Eduardo Vargas 70' Alexis Sánchez Fabián Orellana             | opstellingen | Fernando Muslera Diego Godín José María Giménez 63' Maximiliano Pereira 46' Carlos Sánchez 80' Cristian Rodríguez Álvaro Pereira 63' Nicolás Lodeiro Egidio Arévalo 83' Diego Rolán 80' Edinson Cavani |
| Mauricio Pinilla 70' Jean Beausejour 87' Rodrigo Millar 87' Johnny Herrera Igor Lichnovsky José Rojas Pablo Hernández Carlos Carmona Jorge Valdivia Francisco Silva Diego Sánchez | wissels      | 46' Guzmán Pereira 63' Gastón Ramírez 63' Mathías Corujo 80' Álvaro González 80' Abel Hernández 83' Jonathan Rodríguez Martín Campaña Emiliano Velázquez Gastón Silva Giorgian de Arrascaeta           |
| Gary Medel 45' Arturo Vidal 90' | gele kaarten | 51' Edinson Cavani 61' Álvaro Pereira 74' Mathías Corujo |

### 79ste ontmoeting
| Copa América 2015 (Santiago, Chili, 24 juni 2015): |              | |
| Chili | 1 – 0        | Uruguay |
| Mauricio Isla 81' | goals        | |
| Jorge Sampaoli | bondscoach   | Oscar Tabárez |
| Claudio Bravo Mauricio Isla Gary Medel Gonzalo Jara Eugenio Mena Marcelo Díaz 71' Charles Aránguiz Arturo Vidal Jorge Valdivia 84' Alexis Sánchez Eduardo Vargas 71' | opstellingen | Fernando Muslera Maximiliano Pereira José María Giménez Diego Godín Jorge Fucile 84' Carlos Sánchez Egidio Arévalo Álvaro González Cristian Rodríguez 57' Diego Rolán Edinson Cavani |
| Matías Fernández 71' Mauricio Pinilla 71' David Pizarro 84' | wissels      | 57' Abel Hernández 84' Jonathan Rodríguez |
| Jorge Valdivia 17' Mauricio Isla 42' Mauricio Pinilla 83' | gele kaarten | 66' Maximiliano Pereira |
| | rode kaarten | 29', 63' Edinson Cavani 40', 88' Jorge Fucile |

### 80ste ontmoeting
| WK 2018 kwalificatie (Montevideo, Uruguay, 17 november 2015): |              | |
| Uruguay | 3 – 0        | Chili |
| Diego Godín 24' Álvaro Pereira 62' Martín Cáceres 65' | goals        | |
| Oscar Tabárez | bondscoach   | Jorge Sampaoli |
| Fernando Muslera Martín Cáceres 70' Maximiliano Pereira Diego Godín Mathías Corujo Sebastián Coates Egidio Arévalo Carlos Sánchez Nicolás Lodeiro 59' Diego Rolán 80' Edinson Cavani                   | opstellingen | Claudio Bravo 66' Eugenio Mena Gonzalo Jara Mauricio Isla Arturo Vidal Jorge Valdivia Gary Medel Marcelo Díaz 66' Mark González 81' Eduardo Vargas Alexis Sánchez                                      |
| Álvaro Pereira 59' Gastón Silva 70' Nahitan Nández 80' Martín Silva Martín Campaña Emiliano Velázquez Camilo Mayada Brian Lozano Michael Santos Giorgian De Arrascaeta Cristhian Stuani Abel Hernández | wissels      | 66' Jean Beausejour 66' Matías Fernández 81' Fabián Orellana Cristopher Toselli Johnny Herrera Miiko Albornoz Enzo Roco Francisco Silva Bryan Rabello Felipe Gutiérrez Carlos Carmona Mauricio Pinilla |
| Maximiliano Pereira 51' Diego Godín 22' Mathías Corujo 19' Álvaro Pereira 69' | gele kaarten | 14' Arturo Vidal 22' Gary Medel 49' Alexis Sánchez 63' Marcelo Díaz |
| | rode kaarten | 90+2' Jorge Valdivia |
| - Laatste duel van Chili onder leiding van bondscoach Jorge Sampaoli. |              | |